# 华玲和谈

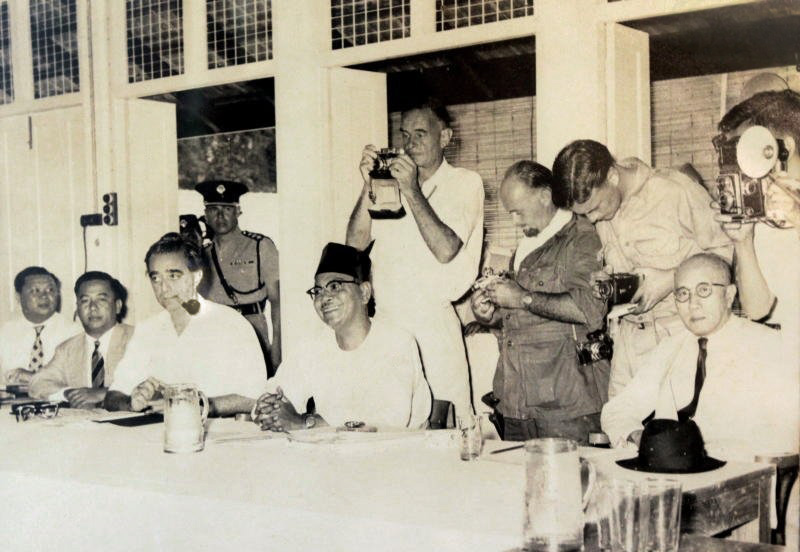
华玲和谈的政府方，左起大卫·马绍尔、东姑阿都拉曼、陈祯禄

华玲和谈（英語：Baling Talks）是1956年马来亚共产党与马来亚政府的和谈，在马来亚吉打州华玲举行。和谈破裂，因为马来亚政府要求马来亚共产党无条件投降，然而马来亚共产党并不接受此要求。

## 历史
1955年，英国统治下的马来亚首次普选出联合邦自治政府，马来亚共产党总书记陈平认为继续斗争不会取得任何成果，开始寻求谈判。1955年12月28日，马共代表和自治政府代表在北马吉打州的华玲县华玲官立英文学校展开谈判。出席的马共代表有陈平、陈田和中宣部部长拉昔德·迈丁。另一方的代表是马来亚联合邦首席部长东姑阿都拉曼、马来亚华人公会总会长陈祯禄爵士和新加坡首席部长大卫·马绍尔。谈判的目的是结束双方之间的冲突。马共提出的最高要求是让政府承认马共为合法的政治组织，最低要求是，放下武器后马共人员行动自由，可以自由参加任何现有政党，可以组成一个新的不叫“共产党”的政党。但以东姑阿都拉曼为首的政府代表拒绝了陈平提出的所有要求。政府首席谈判代表东姑阿都拉曼要求马共接受“某种形式的投降”，并称：“如果你要让这个国家有和平，就得有一方让步——不是我们向你们让步，就是你们向我们让步。这两种思想意识——你们的和我们的——是永远不能相容的。”于是，谈判破裂。
谈判失败后，马共继续武装斗争，冲突变得更加激烈，英联邦国家纷纷向马来亚派出更多援军。直至1989年，在马共和马哈迪政府与泰国政府的一系列谈判后，三方签署《合艾协议》，马共才正式解散。